# پشتیگو (ویسکانسین)
پشتیگو، ویسکانسین  (به انگلیسی: Peshtigo) شهری در شهرستان مرینت ایالت ویسکانسین است که در سال ۱۹۰۳ بنیان‌گذاری شده‌است. این شهر طبق سرشماری سال ۲۰۱۰ میلادی ۳٬۵۰۲ نفر جمعیت داشته‌است.